# Des-gamma carboxiprotrombina
La des-gamma carboxiprotrombina es un precursor de la protrombina. Se caracteriza por ser antagonista de la vitamina K. Además es una proteína no carboxilada de un grupo llamado PIVKA, proteína inducida por ausencia o antagonismo de la vitamina K (por sus siglas en inglés). 

## Formación
Este antígeno proviene de una fase del ciclo de la protrombina y tiene efecto en las función que tiene la vitamina K como cofactor en la gamma glutamyl carboxylase. La función de esta involucra las proteínas de coagulación en la sangre. Estas proteínas sirven como substratos para la carboxilacion postraduccional de algunos residuos del ácido glutamico, parte del ciclo de la vitamina K, esta carboxilación se hace por medio de la caboxilasa.
Este proceso de carboxilación, o el ciclo de la vitamina K, puede ser inhibido por factores anticoagulantes por deficiencia de vitamina K. Estas proteínas antagonistas inducidas por la deficiencia de vitamina K, producen proteínas contra coagulatorias.

## Importancia clínica
La des-gamma-carboxiprotrombina pierde su cualidad de enlazarse con metales, por lo cual se explica sus efectos hemorrágicos en el cuerpo. Es así como una de los enfermedades producidas por la deficiencia de vitamina K y el alto porcentaje de des-gamma-carboxiprotrombina tienen como síntoma una hemorragia.
El caso clínico más común es la deficiencia de vitamina K en los neonatos. Esta deficiencia causa que baja concentración de proteínas coagulantes que se encuentran en el plasma. Esto puede causar hemorragias en las mucosas o en la piel del recién nacido y en muy pocos casos hemorragias internas.
También se ha mostrado varios estudios donde la des-gamma-carboxyprotrombina muestra ser un factor del carcinoma hepatocelular.